# Gangseo-gu (Seoul)
Gangseo-gu (강서구) ist einer der 25 Stadtteile Seouls und liegt am westlichen Stadtrand. Die Einwohnerzahl beträgt 577.484 (Stand: Mai 2021).

## Bezirke

Gangseo-gu besteht aus 20 Dongs:
- Balsan-dong
- Banghwa-dong 1,2,3
- Deungchon-dong 1,2,3
- Gayang-dong 1,2,3
- Gonghang-dong
- Hwagok-dong 1,2,3,4,6,8
- Hwagokbon-dong
- Ujangsan-dong
- Yeomchang-dong

## Wirtschaft und Verkehr

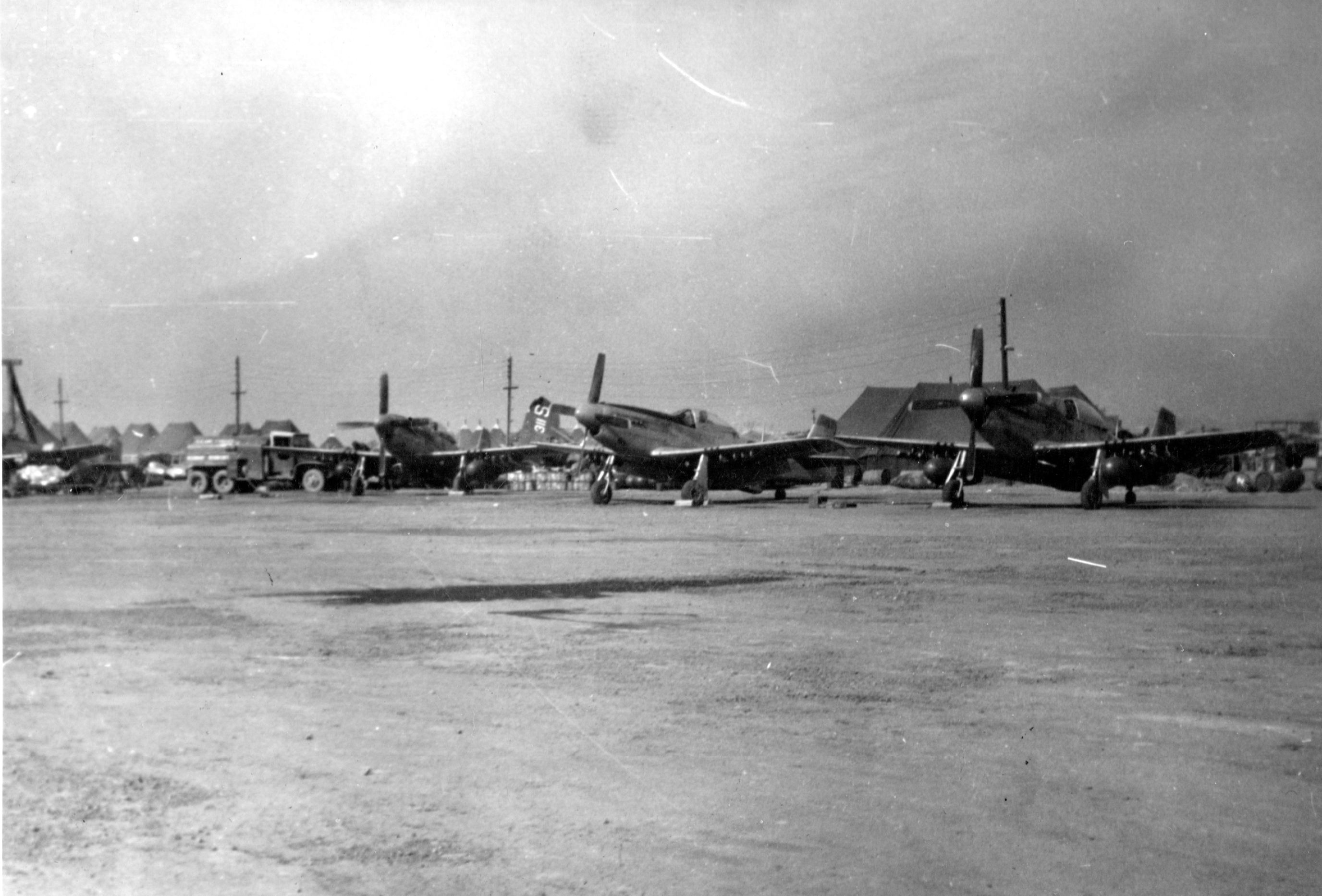
Flughafen Gimpo 1950

Der Flughafen Gimpo befindet sich im zu Gonghang-dong gehörenden Stadtteil Gwahae-dong. Ebenfalls im Stadtteil angesiedelt sind die Fluggesellschaften Korean Air, Asiana Airlines, Jin Air und Eastar Jet.